# 立地集客
立地集客（りっちしゅうきゃく）とは、立地を活かして集客の基礎を整えることである。

## 概要
立地と集客の善し悪しには、深い関連性がある。立地評価、集客予測、繁盛立地、などの表記ゆれがあるものの本稿では、立地集客としてまとめる。

### 始動性
立地集客の作用の如何は、開店前に概ね決まってしまう。よって、始動期の調査が肝要である。

### 地理性
地理的な利便は、集客に影響する。また、商圏が被るライバル店とは客を奪い合う可能性がある。

### 多層性
特に、飲食店の店舗展開においては、期待できる売り上げと人件費、そして、家賃は立地に依存するため、好立地と評価される物件への安直な期待に依存した選択をするとコスト高から致命的な経営難を引き起こしかねない。よって、家賃のコストを最低に抑えつつ、その店舗やフランチャイズ展開に固有の客層を見極めて、それへの動線を想定する分析が立地の選定に不可欠となる。こうした多層性から、競合他社のやり方の安易な模倣は命取りとなる。これらを請け負う専門のコンサルタントが存在する。